# Lagoinha (Palmela)
Lagoinha é uma localidade portuguesa pertencente à freguesia de Palmela, concelho de Palmela do distrito de Setúbal.
Fundada há centenas de anos foi, durante a 2ª Guerra Mundial, abrigo para as tropas portuguesas durante o conflito.
Tem cerca de 2000 habitantes.